# Чечик, Анатолий Зиновьевич
Анатолий Зиновьевич Чечик (род. 13 сентября 1953 года, Киев, РСФСР, СССР) — советский и российский художник, сценограф

, член-корреспондент РАХ (2020).

## Биография
Родился 13 (по другим данным 15) сентября 1953 года в Киеве, живёт и работает в Москве.
В 1976 году — окончил архитектурный факультет Киевского государственного художественного института, мастерская Н. Б. Чмутиной.
С 1978 года — работал художником-постановщиком в различных театрах, с 1983 года — главный художник Киевского городского театра кукол, с 1984 года — художник-постановщик и режиссёр в Академическом театре имени И. Франко, с 1988 по 1991 годы — работал в студии экспериментальной графики в Тбилисском Доме художников.
С 1980 года — член Союза архитекторов СССР, с 1996 года — член Московского союза художников.
С 2007 по 2009 годы — руководитель мастерской сценографии в Российской академии театрального искусства (ГИТИС).
В 2020 году — избран членом-корреспондентом Российской академии художеств от Отделения новейших художественных течений.

## Творческая деятельность
Создал более 100 постановок в различных театрах страны.
Основные произведения.
- работы в области сценографии: спектакль «Кто-то пролетел над гнездом кукушки» в Харьковском государственном академическом украинском драматическом театре имени Т. Г. Шевченко (1986); спектакль «Энеида» в Киевском академическом украинском театре имени И. Франко (1986); анимационные видео-спектакли «Дон Тенорио» (2013), «Декамерон» (2016), «Гоффман-Брехт» (2019), «Красная площадь» (2021) в Flashtheatre.
- работы в области живописи: «Исход» (1991); роман-инсталляция из 90 картин «Лабиринт» (2006—2008); Drama of Fine Arts «Leporello» из 20 картин (2016); «Станция „Плошадь революции“» (2019).

Произведения находятся в собраниях Музея театрального, музыкального и киноискусства Украины (Киев), Национального музея литературы Украины (Киев), Литературно-мемориального музея М. А. Булгакова (Киев), Государственного центрального театрального музея имени А. Бахрушина (Москва), Московском Музее современного искусства, в музейном фонде Российской академии художеств (Москва).
Участник выставок с 1980 года.
Основные персональные выставки: Москва (1991, совместно с Д. Крымовым), Галерея «S» в Берлине (1992), Посольство Чехии в Москве (1993), ЦДХ в Москве (1994, 1995, 1996, 1998), «Русская галерея» в Таллинне (1994), Газпром в Москве (1997), Редакция журнала «Наше наследие» в Москве (1997), галерея «Студия» в Москве (2004), «Лабиринт» в МВК РАХ Галерее искусств Зураба Церетели (2010), «Opus mixtum» в ГЦТМ имени А. А. Бахрушина в Москве (2013), «Прошлогодний снег» в ГЦТМ имени А. А. Бахрушина в Москве (2014), «Leporello» в ГЦТМ имени А. А. Бахрушина в Москве (2016), Галерея Омельченко в Москве (2019), «Homo ludens» в МВК РАХ Галерее искусств Зураба Церетели (2020), «Romские каникулы» в галерее ArtMaison (Москва, 2022).
Снялся в эпизодических ролях в фильмах: «Московский роман» (2020), «Овод» (1980).

## Награды
- 1 и 3 премии на архитектурном конкурсе на реконструкцию Бессарабской площади в Киеве (1981)
- Дипломы Министерства культуры УССР (1985—1988)